# 报德祠
报德祠，是深圳市历史建筑之一，位于中国广东省深圳市南山区南头街道南头城社区中山东街94号。该建筑物建于明朝，属于古建築，为壇廟祠堂。